# Грима, Холли
Холли Луиза Флоренс (англ. Hollie Louise Florance; урожденная Грима (англ. Grima); род. 16 декабря 1983 года, Лонсестон, Тасмания, Австралия) ― австралийская профессиональная баскетболистка, выступавшая в Женской национальной баскетбольной лиге. Защищала цвета национальной сборной Австралии на Олимпиаде 2008 года в Пекине. Играла на позиции центровой.

## Карьера
Училась в Австралийском институте спорта с 2000 по 2002 годы. В течение следующих пяти лет Грима выступала в Женской национальной баскетбольной лиге за клуб «Буллин Бумерс», а самым успешным стал сезон 2006/2007 годов, по итогам которого была признана самым ценным игроком чемпионата. В сезоне 2007/2008 годов играла в итальянской Серии А за команду «Италмока Поццуоли». Представляла свою страну в качестве игрока национальной сборной, дебютировав в 2002 году на чемпионате мира в Китае, где австралийская команда выиграла бронзу. Также она выиграла серебряную медаль на летних Олимпийских играх 2008 года после непопадания в окончательный состав сборной во время подготовки к Олимпиаде в Афинах. Кроме этого, выступала за австралийскую сборную и была удостоена золотой медали на чемпионате мира 2006 года в Бразилии, а также Играх Содружества 2006 года в Мельбурне. Предки Холли ― мальтийцы, которые переехали жить в Австралию.

## Личная жизнь
В середине 2011 года баскетболистке был поставлен диагноз аденокарцинома или ранняя форма рака шейки матки. В результате заболевания ей пришлось рано уйти из баскетбола, и она объявила, что ей вряд ли предоставится возможность поучаствовать на Олимпийских играх в Лондоне.
Холли Грима является сестрой Натана, Тодда и Алекса Грима, известных австралийских футболистов.